# الرباط (الضالع)
الرباط هي إحدى قرى الجمهورية اليمنية. وهي تتبع جغرافيًا لمحافظة الضالع. وإداريًا لمديرية الضالع. يبلغ تعداد سكانها 1099 نسمة حسب الإحصاء الذي جرى عام 2004.